# Красная жабоголовая черепаха
Красная жабоголовая черепаха (лат. Rhinemys rufipes) — вид пресноводных черепах из семейства змеиношеих (Chelidae). Выделяется в монотипический род Rhinemys. Подвидов не образует. Редкий, малоизученный вид.

## Описание
Самки немного крупнее самцов: длина карапакса самок до 25,6 см, самцов 23,0 см. Самки достигают половой зрелости в 6—10-летнем возрасте при длине карапакса около 19,5 см. Однако существует вероятность, что быстрорастущие самки могут становиться половозрелыми и при меньших размерах.

## Ареал и места обитания
Красная жабоголовая черепаха распространена в Южной Америке в Амазонии, в северо-западной части бассейна Амазонки от реки Ваупес в Колумбии на северо-западе ареала до Манауса на востоке и Караури на юго-западе в Бразилии. Ареал очень фрагментирован, поэтому несколько мелких популяций изолированы между собой и оцениваются как потенциально уязвимые.
Обитает в мелких реках и лагунах, укрытых зарослями тропического леса, с «белой» или «черной» водой. Встречается как на участках с медленным течением, так и на быстринах.

## Образ жизни

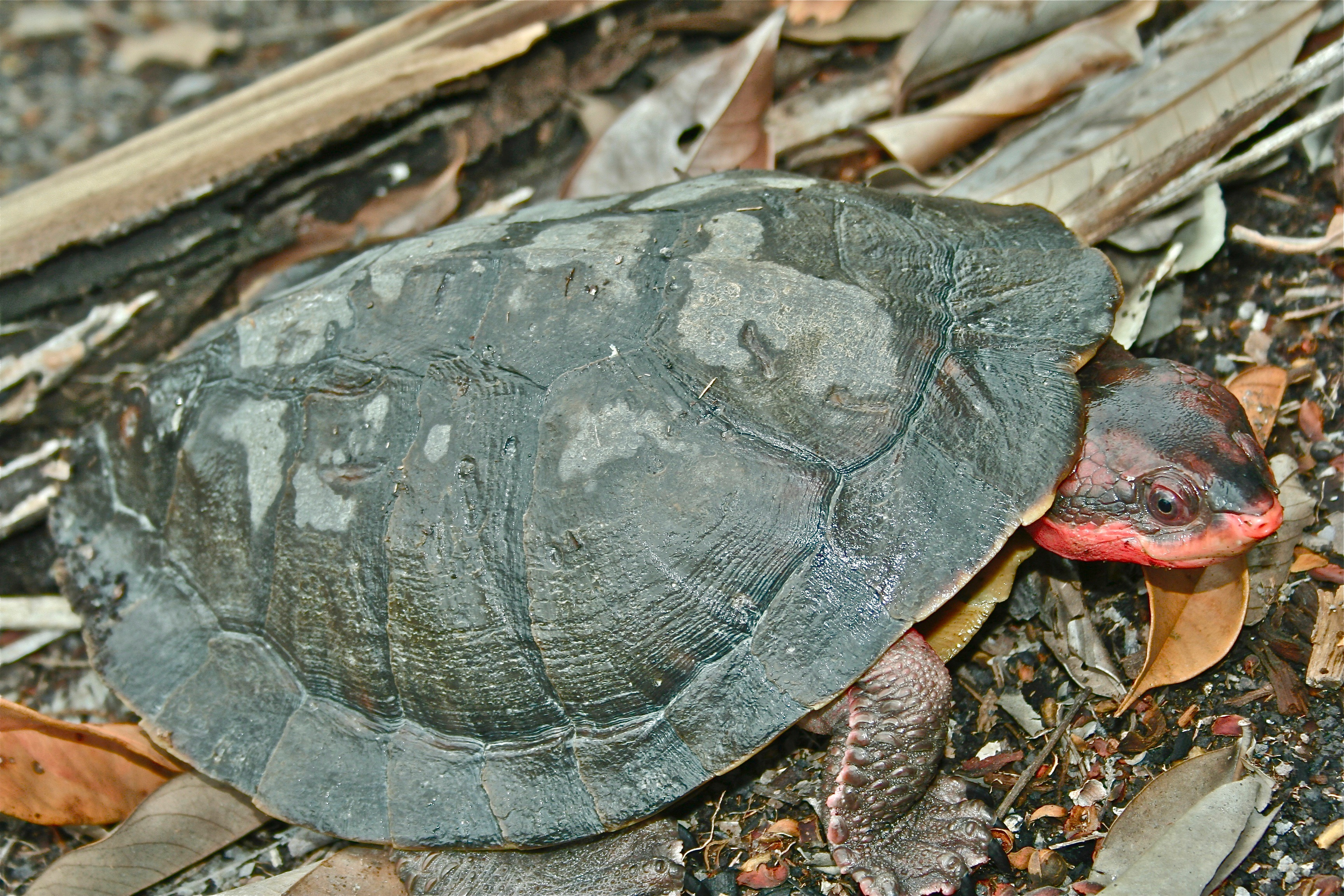

Ведёт преимущественно ночной образ жизни, хотя в сумерках можно увидеть особей, передвигающихся по дну водоёмов. Эти черепахи обычно не занимаются баскингом (не греются на солнце или под лампой) даже в неволе. Содержащиеся в неволе особи могут прятаться среди высохшей растительности в вольере, но обширные радиотелеметрические исследования в районе Манауса показали, что в дикой природе этот вид редко, если вообще когда-либо, покидает воду. Регистратор данных температуры, который был прикреплен к взрослой самке в течение двух лет, показал, что она редко, если вообще когда-либо, покидала воду и поддерживала температуру, близкую к температуре воды в ручье. Добычу ищет на дне водоёмов, вдали от укрытий на нависающих берегах или среди опавших листьев и стволов в руслах ручьев с 19 до 24 часов. Территория у каждой черепахи небольшая, простирается всего на 1—2 км вдоль ручья и занимает площадь 0,4—0,8 га; на ней черепахи кормятся большую часть своей жизни. Часто добычу вместе ловят 4—6 черепах; это может быть результатом тяготения к источнику свежей пищи или репродуктивной деятельности. Возможно, эти черепахи общаются под водой с помощью голоса, как похожая продолговатая змеиношеяя черепаха (Chelodina oblonga) из Австралии, и когда находят пищу, общаются с друг с другом. Недалеко от Манауса была зарегистрирована плотность популяции 17—18 особей на 1 км протяжённости ручья.

## Питание
Всеядный вид, питающийся плодами пальм и разнообразными крупными донными (бентосными) беспозвоночными и рыбой. В дикой природе достаточно крупные красные жабоголовые черепахи часто поедают плоды пальм. Как в Колумбии, так и в районе Манауса наиболее часто они поедают плоды пальм видов из родов Euterpe и Iriartea. Особи всех размеров также поедают насекомых и ракообразных. Активность этих черепах стимулируется местными ливнями, которые быстро поднимают уровень воды в ручьях. Возможно, это происходит потому, что в это время в реку смывается больше фруктов и семян, что облегчает поиски пищи. Большая часть массы содержимого желудка состоит из семян пальмы, но значительная их часть может быть непереваренной. Удельный вес животной и растительной пищи в рационе этого вида неизвестен. Сообщалось о наличии рыбы в содержимом желудка этой черепахи; в то же время единственными позвоночными, обнаруженными в образцах фекалий в районе Манауса, были ящерицы. В заповеднике Лес Адольфо Дюка в районе Манауса наиболее потребляемым объектом в численном выражении и по частоте встречаемости были личинки ручейников, но наибольшее количество беспозвоночных составляли креветки. Поедались также семена большинства видов пальм, распространённых вокруг ручьев в этом районе: они давали наибольший объём материала, вымытого из желудков и обнаруженного в фекалиях. В неволе эти черепахи принимают разнообразную пищу и их легко поймать на приманку из свежего цыплёнка.

## Размножение

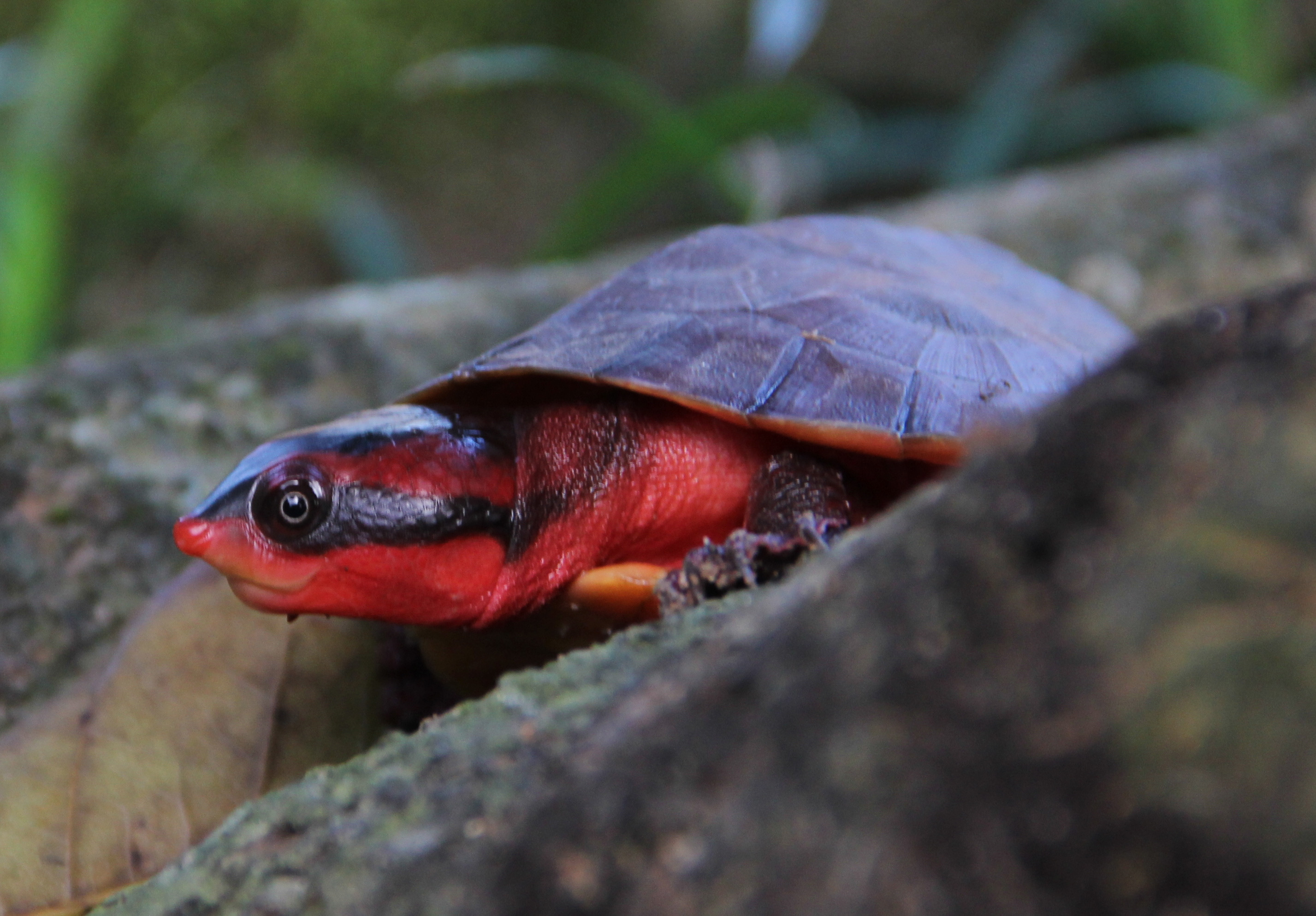
Детёныш красной жабоголовой черепахи

Размножаются дважды в год: в Колумбии в разных местах с июня по август или с августа по сентябрь и с декабря по январь—февраль. В районе Манауса самок со сформированными яйцами находили в конце сезона дождей с марта по июль, а распределение молоди по размерам указывает на то, что пик вылупления приходится на июнь. В большинстве случаев индейцы сообщают, что откладывание яиц происходит в засушливый сезон и что яйца откладываются на открытых солнцу песчаных пляжах у рек, но это не подтверждено. Радиотелеметрические исследования никогда не фиксировали выход этого вида из воды, и естественные гнёзда никогда не были обнаружены. Откладывание яиц может происходить на прибрежных отмелях под нависающими берегами рек или в местах вдали от ручьёв, потому что гнёзда никогда не находили на песчаных отмелях по краям ручьёв, где этот вид в изобилии встречается в районе Манауса. В Колумбии в кладках этих черепах от 3 до 12 яиц, в районе Манауса от 3 до 8 яиц (в среднем 4 яйца). Яйца имеют длину 37—44 мм и ширину 32—38 мм, масса яйца 24—34,5 г. Продолжительность инкубации яиц при температуре окружающей среды около +26…+29° С составляет 5—6 месяцев. При температуре инкубации +25° С вылупляются и самцы, и самки. При постоянной температуре выше +28°С эмбрионы погибают. В районе Манауса длина карапакса только что вылупившихся детёнышей составляет от 51 до 57 мм.

## Болезни и паразиты
В Колумбии было замечено, что красные жабоголовые черепахи часто страдают хронической бактериальной инфекцией, которая вызывает поражения под щитками на карапаксе и пластроне и на разных частях головы и тела. Посмертный анализ одной особи показал, что возбудителем была грамотрицательная бактерия Morganella morganii. У животных из района Манауса таких инфекций не наблюдалось, а одна особь, содержавшаяся в неволе, прожила несколько месяцев в довольно грязном бассейне вместе с кайманами. Несмотря на регулярные укусы панциря, когда она пыталась вытаскивать из пасти каймана мышей, у неё никогда не развивались поверхностные инфекции. У одной особи за мягкие части вокруг основания конечностей цеплялись черви-паразиты. Возможно, это были плоские черви из рода Temnocephala, которые встречаются на всех особях в заповеднике Лес Адольфо Дюка в окрестностях Манауса. Яйцевые капсулы этого паразита образуют маты на нижней поверхности карапакса и верхней поверхности пластрона. Взрослые черви встречаются на мягкой коже в местах, защищённых панцирем, и вне воды имеют вид маленьких пиявок.

## Охрана
Общая численность уменьшается из-за уничтожения мест обитания, активного сбора яиц местным населением и отлова взрослых черепах. В Колумбии вид занесён в национальный красный список как уязвимый. Полностью охраняется в Бразилии, но маловероятно, что принимаются какие-либо эффективные меры по его сохранению. В настоящее время этот вид не находится под серьёзной угрозой исчезновения в большинстве районов своего ареала.

## Содержание в неволе
В дикой природе, в местах, где обитают эти черепахи, температура редко, если вообще когда-либо, превышает +26˚ C, поэтому их рекомендуется содержать при температурах, не превышающих эту. Содержащиеся в неволе черепахи охотно поедают мясо разных животных. Сообщалось, что одна черепаха умерла в неволе после того, как наелась семян пальмы Euterpe oleracea. Поскольку этот вид подвержен заболеваниям панциря, вероятно, целесообразно содержать их в чистой, предпочтительно проточной воде и кормить свежими ракообразными, плодами пальм или другими фруктами, чтобы имитировать условия в дикой природе, где болезнь не является смертельной. Сообщалось также, что в неволе самец нападал на самца меньшего размера, что, возможно, указывает на необходимость разделения особей на совместимые социальные группы.